# 國立華僑高級中等學校
國立華僑高級中等學校（英語：National Overseas Chinese Senior High School），簡稱華僑高中、僑中，位於新北市板橋區大觀路，國立台灣藝術大學正對面，新北市立大觀國民中學、新北市立大觀國民小學相毗鄰。

## 校史簡介
1955年10月21日設立「國立華僑實驗中學」，並設有初中部、高中部、普通師範科及僑生大學先修班，學生皆為僑生。1962年僑生大學先修班獨立設校，搬遷至蘆洲（現國立空中大學校址），同年為輔導大陸來台青年就學，兼收大陸來台學生。隔年教育部進行「初中自然學科分科教育及高中學生選讀德法文之實驗」因而招收本地高中學生並設置高中實驗班，與僑生進行交流實驗教育。1967年為擁有初級小學畢業或同等學力之華僑增設增設僑生預備班。
1979年改制為「國立華僑實驗中學」。1982年辦理國民中學教育，兼收板橋浮洲地區學生直至1992年才停止招收。1989年設立「國語文教育中心」，給予僑生短期語文訓練。
1996年實施綜合高中的課程實驗，設置學術社會、學術自然、資訊應用、應用外語等四學程。2000年改名為「國立華僑實驗高級中學」。因應僑生回台人數逐年減少，於2012年12月21日，將「國語文教學中心」改為「華語文教學中心」。

2015年因現行《高級中等教育法》中的實驗教育的精神不合，教育部來函建議修正校名，改名為「國立華僑高級中等學校」。

## 歷任校長
- 第一任：謝幼偉 1955年～1956年
- 第二任：蘇惠鏗 1956年～1957年
- 第三任：郁漢良 1957年2月～7月
- 第四任：王元輝 1957年～1958年
- 第五任：賀翊新 1958年～1959年
- 第六任：崔德禮 1959年～1967年
- 第七任：郁漢良 1967年～1969年
- 第八任：黃建斌 1969年～1973年
- 第九任：劉安愚 1973年～1982年
- 第十任：鄭捷 1982年～1988年
- 第十一任：邱祖賢 1988年～1991年
- 第十二任：溫鎮泉 1991年～1994年
- 第十三任：張碧娟 1994年～2001年
- 第十四任：張銘華 2001年～2005年
- 第十五任：朱富裕 2005年～2013年
- 第十六任：蔡枳松 2013年～2017年
- 第十七任：鄭文洋 2017年～2025年
- 第十八任：許自佑 2025年～

## 姊妹校
- 日本長野縣長野県上田染谷丘高等学校 （页面存档备份，存于）長野縣上田染妖岡高等學校（日语：長野県上田染谷丘高等学校），於2015年10月7日締結為姊妹校。

## 外部連結
- 國立華僑高級中等學校 （页面存档备份，存于）